# Hylaeus dinkleri
Hylaeus dinkleri är en biart som först beskrevs av Heinrich Friese 1898.  Hylaeus dinkleri ingår i släktet citronbin, och familjen korttungebin. Inga underarter finns listade i Catalogue of Life.